# Campeonato de Primera División D 1974
El Campeonato de Primera División D 1974 fue la cuadragésima temporada de este certamen, la primera bajo esta denominación y la vigésimo cuarta temporada de la cuarta categoría del fútbol argentino. Se disputó entre el 30 de marzo y el 16 de noviembre de 1974.
El único nuevo participante fue San Martín de Burzaco, que se afilió ese año y comenzó a disputar los torneos de AFA. Por otro lado, no se incorporaron equipos desde la Primera C puesto que en la temporada anterior no hubo descensos en dicha categoría.
El certamen consagró campeón por primera vez a Barracas Central, que obtuvo el ascenso tras finalizar en el primer lugar de la Ronda Final. Por su parte, Victoriano Arenas resultó subcampeón del torneo y obtuvo el segundo ascenso.

## Ascensos y descensos
| Pos. | Ascendidos de la Primera D 1973 |
| ---- | ------------------------------- |
| 1º   | Luján                           |
| 2º   | Villa San Carlos                |

| Equipo afiliado       |
| --------------------- |
| San Martín de Burzaco |

## Formato
Los 22 equipos se dividieron en dos zonas de 11 equipos y se enfrentaron en cada una bajo el sistema de todos contra todos a dos ruedas. Los cinco primeros de cada zona clasificaron al Torneo Decagonal por el Ascenso, cuyo ganador se consagró campeón y obtuvo el primer ascenso, mientras que el subcampeón obtuvo el segundo ascenso.

## Equipos participantes
| Equipo                   | Lugar             | Estadio                     |
| ------------------------ | ----------------- | --------------------------- |
| Acassuso                 | Boulogne Sur Mer  | No posee                    |
| Atlas                    | General Rodríguez | Ricardo Puga                |
| Barracas Central         | Buenos Aires      | Olavarría y Luna            |
| Centro Español           | Villa Sarmiento   | No posee                    |
| Defensores de Almagro    | Balvanera         | No posee                    |
| Defensores de Cambaceres | Ensenada          | Camino Rivadavia y Quintana |
| Deportivo Paraguayo      | Buenos Aires      | No posee                    |
| Deportivo Merlo          | Merlo             | Ingeniero Huergo y Ramallo  |
| Ferrocarril Urquiza      | Villa Lynch       | Monumental de Villa Lynch   |
| General Belgrano         | Tapiales          | José María Moraños          |
| General Lamadrid         | Buenos Aires      | General Lamadrid            |
| Ituzaingó                | Ituzaingó         | Ituzaingó                   |
| Juventud Unida           | Muñiz             | Franco Muggeri              |
| Leandro N. Alem          | General Rodríguez | Leandro N. Alem             |
| Pilar                    | Pilar             | No posee                    |
| Piraña                   | Buenos Aires      | No posee                    |
| Sacachispas              | Buenos Aires      | Lacarra y Barros Pazos      |
| San Martín               | Burzaco           | Francisco Boga              |
| Sportivo Barracas        | Buenos Aires      | No posee                    |
| Sportivo Palermo         | Buenos Aires      | No posee                    |
| Tristán Suárez           | Tristán Suárez    | Moreno y Fariña             |
| Victoriano Arenas        | Valentín Alsina   | Saturnino Moure             |

### Distribución geográfica de los equipos
| Región                                   | Cant. | Equipos |
| ---------------------------------------- | ----- | --- |
| Conurbano bonaerense                     | 11    | Acassuso, Centro Español, Deportivo Merlo, Ferrocarril Urquiza, General Belgrano, Ituzaingó, Juventud Unida, Pilar, San Martín (B), Tristán Suárez y Victoriano Arenas |
| Ciudad de Buenos Aires                   | 8     | Barracas Central, Defensores de Almagro, Deportivo Paraguayo, General Lamadrid, Piraña, Sacachispas, Sportivo Barracas y Sportivo Palermo                              |
| Interior de la provincia de Buenos Aires | 3     | Atlas, Defensores de Cambaceres y Leandro N. Alem |

## Tablas de posiciones

### Zona A
| Pos. | Equipo                | Pts. | PJ | PG | PE | PP | GF | GC | Dif. |
| ---- | --------------------- | ---- | -- | -- | -- | -- | -- | -- | ---- |
| 1.º  | Juventud Unida        | 29   | 20 | 13 | 3  | 4  | 53 | 23 | 30   |
| 2.º  | Centro Español        | 28   | 20 | 9  | 10 | 1  | 41 | 19 | 22   |
| 3.º  | Leandro N. Alem       | 26   | 20 | 10 | 6  | 4  | 39 | 24 | 15   |
| 4.º  | Deportivo Merlo       | 24   | 20 | 9  | 6  | 5  | 34 | 26 | 8    |
| 5.º  | Ituzaingó             | 24   | 20 | 10 | 4  | 6  | 40 | 33 | 7    |
| 6.º  | Pilar                 | 22   | 20 | 10 | 2  | 8  | 43 | 31 | 12   |
| 7.º  | Acassuso              | 22   | 20 | 8  | 6  | 6  | 33 | 25 | 8    |
| 8.º  | Defensores de Almagro | 16   | 20 | 4  | 8  | 8  | 31 | 39 | −8   |
| 9.º  | General Belgrano      | 13   | 20 | 4  | 5  | 11 | 42 | 63 | −21  |
| 10.º | Sportivo Palermo      | 10   | 20 | 3  | 4  | 13 | 20 | 41 | −21  |
| 11.º | Atlas                 | 6    | 20 | 3  | 0  | 17 | 20 | 72 | −52  |

|  | Clasificó al Torneo Decagonal por el Ascenso |

### Zona B
| Pos. | Equipo                   | Pts. | PJ | PG | PE | PP | GF | GC | Dif. |
| ---- | ------------------------ | ---- | -- | -- | -- | -- | -- | -- | ---- |
| 1.º  | Defensores de Cambaceres | 32   | 20 | 13 | 6  | 1  | 65 | 18 | 47   |
| 2.º  | Victoriano Arenas        | 31   | 20 | 11 | 9  | 0  | 46 | 23 | 23   |
| 3.º  | Barracas Central         | 30   | 20 | 13 | 4  | 3  | 51 | 19 | 32   |
| 4.º  | Ferrocarril Urquiza      | 26   | 20 | 10 | 6  | 4  | 44 | 22 | 22   |
| 5.º  | Sacachispas              | 21   | 20 | 9  | 3  | 8  | 55 | 42 | 13   |
| 6.º  | Sportivo Barracas        | 21   | 20 | 7  | 7  | 6  | 34 | 46 | −12  |
| 7.º  | General Lamadrid         | 20   | 20 | 7  | 6  | 7  | 38 | 40 | −2   |
| 8.º  | Deportivo Paraguayo      | 16   | 20 | 5  | 6  | 9  | 32 | 51 | −19  |
| 9.º  | Piraña                   | 11   | 20 | 3  | 5  | 12 | 27 | 52 | −25  |
| 10.º | San Martín de Burzaco    | 6    | 20 | 2  | 2  | 16 | 23 | 52 | −29  |
| 11.º | Tristán Suárez           | 4    | 20 | 2  | 2  | 16 | 12 | 62 | −50  |

|  | Clasificó al Torneo Decagonal por el Ascenso                             |
|  | Jugó un desempate para definir el último clasificado al Torneo Decagonal |

#### Desempate por el 5to puesto
| Sportivo Barracas                               | 3 - 1 | Sacachispas | Monumental de Villa Lynch | 14 de septiembre |
| Sportivo Barracas clasificó al Torneo Decagonal |       |             |                           |                  |

## Torneo Decagonal por el Ascenso
| Pos. | Equipo                   | Pts. | PJ | PG | PE | PP | GF | GC | Dif. |
| ---- | ------------------------ | ---- | -- | -- | -- | -- | -- | -- | ---- |
| 1.º  | Barracas Central         | 15   | 9  | 6  | 3  | 0  | 18 | 4  | 14   |
| 2.º  | Victoriano Arenas        | 14   | 9  | 6  | 2  | 1  | 20 | 10 | 10   |
| 3.º  | Ferrocarril Urquiza      | 13   | 9  | 6  | 1  | 2  | 18 | 9  | 9    |
| 4.º  | Deportivo Merlo          | 12   | 9  | 5  | 2  | 2  | 12 | 6  | 6    |
| 5.º  | Defensores de Cambaceres | 11   | 9  | 5  | 1  | 3  | 23 | 8  | 15   |
| 6.º  | Centro Español           | 7    | 9  | 2  | 3  | 4  | 13 | 18 | −5   |
| 7.º  | Juventud Unida           | 6    | 9  | 3  | 0  | 6  | 11 | 21 | −10  |
| 8.º  | Leandro N. Alem          | 5    | 9  | 1  | 3  | 5  | 11 | 19 | −8   |
| 9.º  | Sportivo Barracas        | 4    | 9  | 2  | 0  | 7  | 16 | 30 | −14  |
| 10.º | Ituzaingó                | 3    | 9  | 0  | 3  | 6  | 8  | 25 | −17  |

|  | Se consagró campeón y ascendió a la Primera C        |
|  | Finalizó como subcampeón y obtuvo el segundo ascenso |